# أحمد محمد خليفة
أحمد محمد خليفة (1 أكتوبر 1910 - ) هو وزير الأوقاف المصري سابقاً.

## مناصب
- رئيس المركز القومى للبحوث الاجتماعية والجنائية ، القاهرة.
- مدير المركز الإقليمى العربى للبحوث والتوثيق في العلوم الاجتماعية.
- وزير الشئون الاجتماعية ووزير الأوقاف سابقا .[1]
- أستاذ زائر بجامعات القاهرة وعين شمس وبغداد وجنوب كاليفورنيا والجامعة الأمريكية بالقاهرة.
- عضو بالنيابة العامة ومجلس الدولة.
- بعض المناصب الدولية :
- عضو لجنة الأمم المتحدة لمكافحة التفرقة العنصرية وحماية الأقليات منذ ( 1969).
- ممثل مصر في لجنة الأمم المتحدة للتنمية الاجتماعية منذ عام 1966.
- عضو مجلس إدارة الجمعية الدولية للعلوم الجنائية ، باريس.

## عضويات
- عضو المجلس الأعلى لأكاديمية البحث العلمى.
- عضو المجلس القومى المتخصص للخدمات والتنمية الاجتماعية ومقرر لجنة الرعاية الاجتماعية.
- عضو المجلس الأعلى للثقافة.
- عضو المجلس الأعلى للطفولة.
- رئيس لجنة العلوم الاجتماعية ، الشعبة القومية لليونسكو.
- رئيس تحرير المجلة الاجتماعية القومية ، المجلة الجنائية القومية منذ عام 1957.

## المؤتمرات
- العديد من المؤتمرات واللجان الدولية والعربية منذ عام 1949.
- رئيس لمؤتمر وزراء الشئون الاجتماعية الأفريقية في أبريل 1967.

## مؤلفاته
- كتب مقالات عديدة بالعربية والإنجليزية في المسائل والمشكلات الاجتماعية.

## جوائز
- جائزة الدولة التقديرية في العلوم الاجتماعية من المجلس الأعلى للثقافة ، عام 1983.